# Atiyah-Bott-Fixpunktsatz
Der Atiyah-Bott-Fixpunktsatz wurde 1966 von Michael Atiyah und Raoul Bott bewiesen und verallgemeinert den Fixpunktsatz von Lefschetz für glatte Mannigfaltigkeiten.

## Vorbemerkungen
Sei {\displaystyle M} eine glatte, geschlossene Mannigfaltigkeit, dann ist die Lefschetz-Zahl
{\displaystyle L(f):=\sum _{i\geq 0}(-1)^{i}\mathrm {Tr} (f_{i}|H_{i}(M,\mathbb {Q} ))}
einer stetigen Selbstabbildung {\displaystyle f\colon M\to M} definiert. Mit {\displaystyle f_{i}} wird die durch {\displaystyle f} induzierte Abbildung {\displaystyle f_{i}\colon H_{i}(M,\mathbb {Q} )\to H_{i}(M,\mathbb {Q} )} bezeichnet. Die Lefschetz-Zahl ist wohldefiniert, denn die singulären Homologien {\displaystyle H_{i}(M,\mathbb {Q} )} einer glatten, kompakten Mannigfaltigkeit sind als Vektorräume endlichdimensional. Der Atiyah-Bott-Fixpunktsatz verallgemeinert diese Aussage nun auf eine Klasse von Kohomologien und gibt eine Formel zur Berechnung der Lefschetz-Zahl.
Sei {\displaystyle (E,\mathrm {d} )} ein elliptischer Komplex. Das heißt, {\displaystyle E=(\pi _{i}\colon E_{i}\to M)_{i\in \mathbb {Z} }} ist eine Folge glatter Vektorbündel und {\displaystyle \mathrm {d} =(\mathrm {d} _{i}\colon \Gamma (E_{i})\to \Gamma (E_{i+1}))_{i\in \mathbb {Z} }} eine Folge (geometrischer) Differentialoperatoren, so dass
1. {\displaystyle \mathrm {d} _{i+1}\circ \mathrm {d} _{i}=0} gilt und
2. die Sequenz {\displaystyle \ldots \to \pi ^{*}(E_{i}){\stackrel {\sigma (\mathrm {d} _{i})}{\longrightarrow }}\pi ^{*}(E_{i+1})\to \ldots } exakt ist. Dabei bezeichnet {\displaystyle \pi ^{*}(E_{i})} das Vektorbündel über dem Kotangentialbündel {\displaystyle T^{*}M,} das durch {\displaystyle \pi \colon T^{*}M\to M} induziert wird, und {\displaystyle \sigma (\mathrm {d} _{i})} das Hauptsymbol von {\displaystyle \mathrm {d} _{i}.}

Aufgrund der ersten Eigenschaft kann man aus jedem elliptischen Komplex eine Kohomologie {\displaystyle K} gewinnen und aufgrund der zweiten Eigenschaft sind die Kohomologien endlichdimensional. Sei {\displaystyle T=(T_{i})_{i\in \mathbb {Z} }\colon (E,\mathrm {d} )\to (E,\mathrm {d} )} ein Kettenendomorphismus. Dieser induziert einen Endomorphismus von Kohomologien {\displaystyle K(T)\colon K(\Gamma (E))\to K(\Gamma (E)).} In Analogie zur Lefschetz-Zahl definiert man
{\displaystyle L(T)\colon {=}\sum _{i\geq 0}(-1)^{i}\mathrm {Tr} (K^{i}(T)).}
Sei {\displaystyle f\colon M\rightarrow M} eine differenzierbare Funktion, deren Graph zur Diagonalen in {\displaystyle M\times M} transversal ist. Die Fixpunkte von {\displaystyle f} sind gerade die Schnittpunkte des Graphen mit der Diagonalen. Aus der Transversalität folgt für alle Fixpunkte {\displaystyle x,} dass {\displaystyle \det(I-Df_{x})\neq 0} gilt, wobei {\displaystyle Df_{x}} die Ableitung von {\displaystyle f} am Punkt {\displaystyle x} ist. Ein Lift {\displaystyle \phi =(\phi _{i})_{i}} von {\displaystyle f} über einem elliptischen Komplex ist eine Folge {\displaystyle (\phi _{i}\colon f^{*}E_{i}\to E_{i})_{i}} von Bündelhomomorphismen, so dass für {\displaystyle T_{i}:=\Gamma \phi _{i}\circ f^{*}\colon \Gamma (E_{i})\to \Gamma (E_{i})} mit
{\displaystyle \Gamma (E_{i}){\stackrel {f^{*}}{\longrightarrow }}\Gamma (f^{*}E_{i}){\stackrel {\Gamma \phi _{i}}{\longrightarrow }}\Gamma (E_{i})}
die Identität {\displaystyle T_{i+1}\mathrm {d} _{i}=\mathrm {d} _{i}T_{i}} gilt. Insbesondere ist dann {\displaystyle T\colon {=}(T_{i})_{i}:\Gamma (E)\to \Gamma (E)} ein Endomorphismus von Schnitten in dem elliptischen Komplex {\displaystyle (E,\mathrm {d} )}.

## Atiyah-Bott-Fixpunktformel
Sei {\displaystyle M} eine glatte, geschlossene Mannigfaltigkeit und {\displaystyle f\colon M\to M} eine differenzierbare Abbildung, so dass ihr Graph transversal zur Diagonalen von {\displaystyle M\times M} ist. Sei außerdem {\displaystyle (E,\mathrm {d} )} ein elliptischer Komplex, {\displaystyle \phi } ein Lift von {\displaystyle f} und {\displaystyle T:\Gamma (E)\to \Gamma (E)} der durch {\displaystyle T:=\Gamma \phi \circ f^{*}} definierte Endomorphismus. Dann ist die Lefschetz-Zahl {\displaystyle L(T)} durch
{\displaystyle L(T)=\sum _{\{x\in M|f(x)=x\}}{\frac {\sum _{i}(-1)^{i}\,\operatorname {Spur} (\phi _{i}|_{x})}{|\det(I-Df_{x})|}}}
bestimmt, wobei {\displaystyle \operatorname {Spur} (\phi _{j}|_{x})} die Spur von {\displaystyle \phi _{j}} an einem Fixpunkt {\displaystyle x} von {\displaystyle f} meint und {\displaystyle Df_{x}} die Ableitung von  {\displaystyle f} in {\displaystyle x} ist.
Eine Anwendung des Atiyah-Bott-Fixpunktsatzes ist ein einfacher Beweis der Weylschen Charakterformel für die Darstellung von Liegruppen.

## Spezialfall
Sei {\displaystyle ({\mathcal {A}}(M),\mathrm {d} )} der De-Rham-Komplex, hierbei ist {\displaystyle {\mathcal {A}}(M)=\Gamma (\Lambda (T^{*}M))} die Algebra der Differentialformen und {\displaystyle \mathrm {d} } die Cartan-Ableitung. Dies ist ein elliptischer Komplex, daher kann man die Fixpunktformel auf diesen Komplex anwenden. Sei {\displaystyle f\colon M\to M} wieder eine differenzierbare Abbildung, so dass ihr Graph transversal zur Diagonalen von {\displaystyle M\times M} ist und {\displaystyle \phi \colon \Lambda (T^{*}M)\to \Lambda (T^{*}M)} der entsprechende Lift. Dann gilt für den Index
{\displaystyle L(T)=\sum _{\{x\in M|f(x)=x\}}{\frac {\det(I-Df_{x})}{|\det(I-Df_{x})|}}.}
Da {\displaystyle f} differenzierbar ist und nur isolierte Fixpunkte hat entspricht dies der Fixpunktformel von Lefschetz.

## Geschichte
Die frühe Geschichte ist mit dem Atiyah-Singer-Indexsatz verbunden. Im engeren Sinn entstanden die ersten Ideen auf einer Konferenz 1964 in Woods Hole, Massachusetts (deshalb auch Woods Hole Fixpunktsatz genannt). Anscheinend stammt der ursprüngliche Anlass aus einer Bemerkung von Martin  Eichler über den Zusammenhang von Fixpunktsätzen und automorphen Formen, was Gorō Shimura auf der Konferenz Raoul Bott erläuterte. Er vermutete die Existenz eines Lefschetz-Fixpunktsatzes für holomorphe Abbildungen.